# Cosimo Tura
Cosimo Tura (1430 - 1495), também conhecido como Il Cosmè ou Cosmè Tura, foi um pintor italiano do começo da Renascença (ou Quatrocento) e considerado um dos fundadores da Escola de Ferrara. 
Nascido em Ferrara, ele era aluno de Francesco Squarcione, de Pádua. Mais tarde, ele obteve patronagem dos Duques Borso e Ercole I d'Este. Em 1460, ele foi contratado pela Corte de Ferrara. Seus alunos eram Francesco del Cossa e Francesco Bianchi. Suas influências forma Andrea Mantegna e Piero della Francesca.
Em Ferrara, podemos ver seus afrescos, junto com outros pintados por Francesco del Cossa, no Palazzo Schifanoia. Colaborou em uma série de 'musas' para um estúdio de Leonello d'Este. 

## Galeria

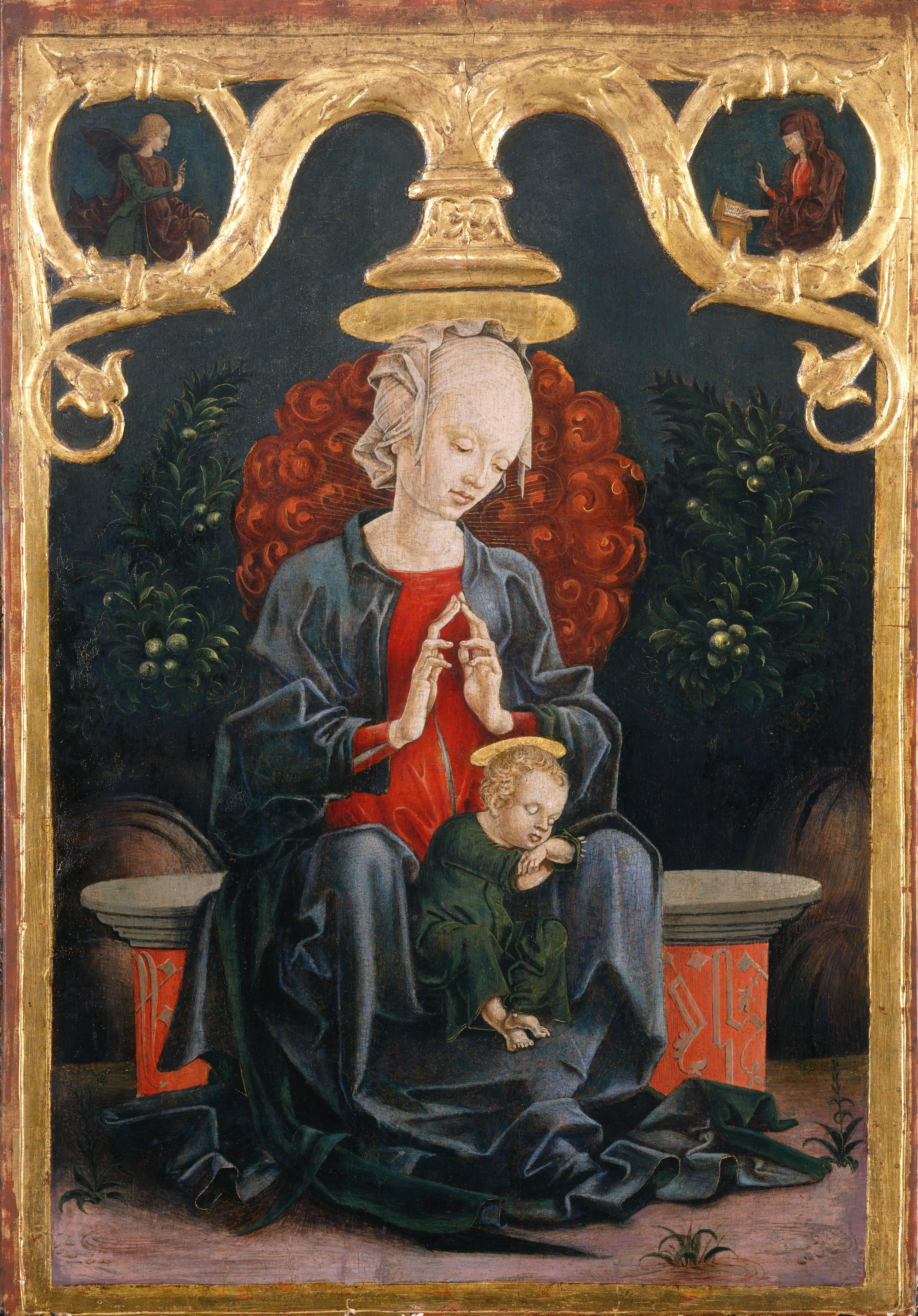
Madonna e o Menino no Jardim
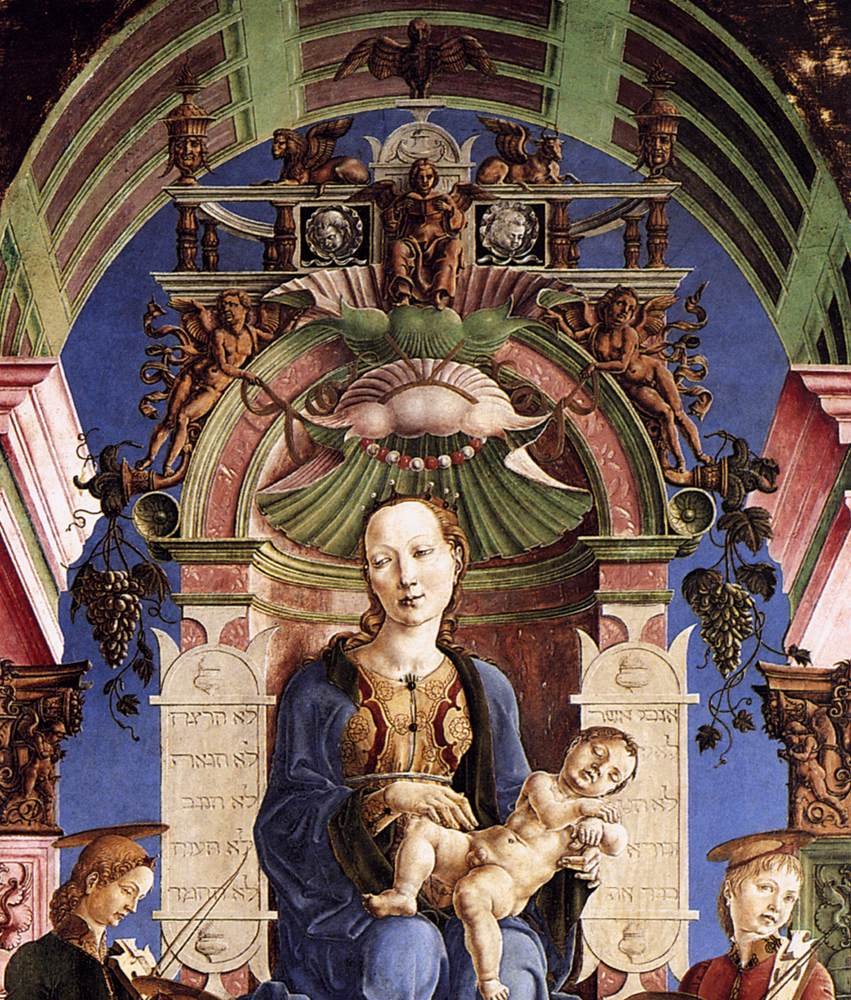
Virgem e o Menino entronados, Galeria Nacional de Londres